# Rajmonda Aleksi
Rajmonda Aleksi (ur. 26 czerwca 1960 w Gjirokastrze) – albańska aktorka.

## Życiorys
W roku 1983 ukończyła studia na wydziale aktorskim Instytutu Sztuk w Tiranie. Występowała w Teatrze Zihni Sako w Gjirokastrze. Występowała także na estradzie jako piosenkarka i parodystka.
Na dużym ekranie zadebiutowała w roku 1984 rolą w filmie Fejesa e Blertes. Zagrała w 4 filmach fabularnych, w dwóch były to role główne.

## Role filmowe
- 1984: Fejesa e Blertes jako kołchoźnica Lefta
- 1985: Guret e shtepise sime jako Katera
- 1986: Fjale pa fund jako sprzedawczyni gazet
- 1990: Vitet e pritjes jako siostra Gjona Kodriu